# شهرستان ووشیانگ
شهرستان ووشیانگ (به لاتین: Wuxiang County) یک شهرستان‌های جمهوری خلق چین در چین است که در چانگجی واقع شده‌است.